# Flecha roja de Gondor
La flecha roja es un objeto ficticio perteneciente al legendarium del escritor británico J. R. R. Tolkien, y que aparece en su novela El Señor de los Anillos. Era la manera en como Gondor invocaba la ayuda de sus aliados en caso de necesidad. El cuerpo de la flecha era negro, y los timones eran de acero. Tenía este nombre debido a que la punta del proyectil tenía una marca roja, para demostrar la urgencia de la situación. La flecha asemejaba los dardos orcos.
Se menciona por primera vez cuando Borondir de Gondor y otros cinco mensajeros cabalgaron al norte por el Anduin en busca de los viejos aliados, los Éothéod, cuando su país estaba siendo invadido por los orientales en 2519 T. E. Borondir fue el único superviviente de estos mensajeros y presentó la flecha al rey Eorl de Éothéod.
Luego se convirtió en el modo de pedir ayuda a Rohan después del Juramento de Eorl. Sería presentada por Hirgon durante la Guerra del Anillo, logrando que Théoden reúna a los Rohirrim y los guie en la Batalla de los Campos del Pelennor.
No se sabe de donde salió la flecha, es posible que sea una vieja tradición de Gondor el llamar así a sus aliados, pero otra posibilidad es que Borondir haya realmente tomado una flecha orca con la punta ensangrentada para presentársela a Éothéod, demostrando así la urgencia del mensaje.
En la adaptación de Peter Jackson no aparece esta flecha, pero si aparecen las almenaras de Gondor que cumplen una función similar, recorriendo las cumbres más altas de las Montañas Blancas y siendo encendidas en emergencias.
- Datos: Q3621826